# Anton Christian Bang (kirkehistoriker)
 Der er flere personer med dette navn, se A.C. Bang (flertydig).
Anton Christian Bang (død 18. september 1840 i Nesne, Helgeland, født– 29. december 1913 i Kristiania) var en norsk kirkehistoriker, far til medicineren Ivar Christian Bang.
Gennem en fattig ungdom kæmpede den begavede fiskergut sig frem til folkeskolelærereksamen 1860, blev derefter 1867 cand. theol., og sad snart efter i praktisk, gejstlig virksomhed. Samtidig fortsatte han videnskabelige studier, særlig i Norges kirkehistorie. Allerede hans første større arbejde, en fortræffelig levneds- og tidsskildring af "Hans Nielsen Hauge og hans Samtid" (1874, 2. oplag 1875, 3. reviderte, illustrerte udgave 1910) gjorde Bangs navn kendt i vide kredse og indbragte ham offentlige stipendier.
På grundlag af studier i Tyskland, Italien og Frankrig skrev han en afhandling "Om Kristi Opstandelses historiske Virkelighed" (1876, 2. oplag 1878), der 1878 blev godtaget for doktorgraden ved Kristiania Universitet. De undersøgelser i den ældste kristne kirkes almindelige historie, han her var kommen ind på, fortsatte han i de nærmest følgende år i monografierne "Kirken og Romerstaten indtil Constantin den Store" (1879) og "Julian den frafaldne" (1881), der til dels er bygget på Julians egne skrifter, og som danner et videnskabeligt modbillede til og en indirekte korrigerende kritik af den digteriske fortolkning af Julians personlighed, som Ibsen få år i forvejen havde leveret i "Kejser og Galilæer".
Endnu mere opmærksomhed end disse skrifter vakte imidlertid Bangs mærkelige afhandling fra 1879 om Voluspaa og de Sibyllinske Orakler (i "Videnskabsselskabets Skrifter", på tysk Wien 1880), hvori han, samtidig med og uafhængig af Sophus Bugges berømte påvisning af sammenhængen mellem germansk mytologi og kristendommen, kunde sandsynliggøre, at de romerske sibylliner har været forbilledet for den nordiske Vøluspa-digtning, ligesom han i afhandlingen Midgaardsormens prototyper (i norsk Historisk Tidsskrift, 2. række, III, 1882) påviste, hvorledes oldkristelige reminiscenser og forestillinger kendelig har påvirket de norrøne gude- og heltesagn.
Bang havde således til overflod dokumenteret sin videnskabelige kompetence, da han 1885 fik et ekstraordinært professorat i kirkehistorie ved Kristiania Universitet. Herved kom hans senere granskning til at samle sig om Norges kirkehistorie som hovedemne. Frugterne heraf blev: Udsigt over den norske Kirkes Historie efter Reformationen (1885), Udsigt over den norske Kirkes Historie under Katholicismen (1887), senere suppleret med Den norske Kirkes Historie i det 16. Aarhundrede (1895) og Den norske Kirkes Geistlighed i Reformationsaarhundredet (1897), det sidste værk dog væsentlig af personalhistorisk interesse.
1883 var Bang sat ind i en kommission til bedømmelse af udkast til en ny katekismusforklaring til afløsning af den dengang endnu anvendte, helt forældede Pontoppidanske. Dette ledede til, at han selv udarbejdede en ny oversættelse af Luthers lille katekismus (1890) og en ny Forklaring (1891), hvortil sluttede sig en på lærerstanden beregnet Vejledning (1891), en Kirkehistorie for Folkeskolen (1891) og en videnskabelig kommentar til disse undervisningsbøger i en omfangsrig samling Dokumenter og Studier vedrørende den lutherske Katekismuses Historie i Nordens Kirker (1893; bind II udgivet ved Sigurd Odland, 1899). Desuden deltog han fra 1892 i kommissionen for en ny, norsk bibeloversættelse, fra 1896 som dens formand.
Imidlertid var Bang kommet ind i politikken, som han tidligere havde stået fjern, idet han 2. maj 1893-14. oktober 1895 var kirkeminister i Emil Stangs regering. Stortingsflertallet belønnede ham for denne beredvillighed til at tjene den konservative sag ved at inddrage hans personlige professorat. Som svar herpå lod Bang sig ved sin afgang demonstrerende beskikke til personelkapellan ved Trefoldigheds Menighed i Kristiania. Fra denne, dog kun i rang, underordnede gejstlige stilling sprang han så til at blive den norske kirkes primas, idet han allerede 6. juli 1896 blev udnævnt til biskop i Kristiania Stift.
I denne egenskab repræsenterede han ved forskellige lejligheder den norske kirke udad, således ved indvielserne af Frelserskirken i Jerusalem 1898, af Domkirken i Berlin 1905 og under en rundrejse til norske menigheder i Amerika 1908, ligesom han ledede den kirkelige takkefest i anledning af unionens opløsning og holdt kroningsprædikenen i Trondhjems Domkirke 22. juni 1906. Nedbrudt af sygdom tog Bang afsked fra 1. januar 1913.
Sine videnskabelige arbejder, havde han fortsat også i sin biskoptid. Som udbytte af en mangeårig samlervirksomhed rundt om i landet fremkom blandt andet hans kulturhistorisk og folkloristisk interessante, i sit slags monumentale værk Norske Hexeformularer og magiske Opskrifter (i "Videnskabsselskabets Skrifter", 1901-02). Megen opsigt vakte hans Erindringer (1909), ikke mindst, fordi den stærke subjektivisme, om hvilke de bar vidnesbyrd, blev mødt med en alt andet end blid medfart; den frittalende forfatter så sig da også i 3. oplag af den på kort tid i to oplag bortrevne bog foranlediget til at ændre nogle af sine udtalelser.
Endnu på sit dødsleje syslede han med sammenarbejdeisen af sine tidligere skrifter i norsk kirkehistorie til en samlet fremstilling af Den norske Kirkes Historie (1912-13), som populærvidenskabelig håndbog; den ujævne redaktion og mangel på hensyntagen til nyere undersøgelser bevirkede imidlertid, at dette værk ikke blev nogen væsentlig berigelse af Bangs for øvrigt værdifulde, af megen lærdom bårne forfatterskab. I Norges Rigsarkiv havde Bang deponeret en samling Dagbøger og breve med den bestemmelse, at de først måtte offentliggøres 50 år efter hans død.